# غ
غ（ガイン, غين）はアラビア文字の19番目に位置する文字。有声軟口蓋摩擦音 /ɣ/ を表す。

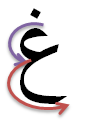
単独形の筆順

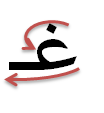
語頭形の筆順

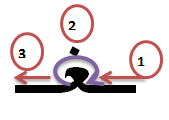
語中形の筆順

フェニキア文字では /ʕ/ と /ɣ/ を区別することができなかった。アラビア文字では点を加えることによって ع (/ʕ/) と غ (/ɣ/) を区別する。
書く時は「ف」の語中形と区別するために、語中形・語末形の逆三角形を塗ることが多い。

## 符号位置
| 文字 | Unicode | JIS X 0213 | 文字参照        | 説明            |
| ---- | ------- | ---------- | --------------- | --------------- |
| غ    | U+063A  | ‐          | &#x63A; &#1594; | ガイン          |
| ڠ    | U+06A0  | ‐          | &#x6A0; &#1696; | ジャウィ文字 ng |
| ۼ    | U+06FC  | ‐          | &#x6FC; &#1788; |                 |